# Maza of the Moon
Maza of the Moon este un roman științifico-fantastic scris de Otis Adelbert Kline⁠(d). A fost publicat pentru prima dată sub formă de carte în 1930 de A. C. McClurg⁠(d). Romanul a fost inițial publicat în patru părți în revista Argosy, din decembrie 1929.

## Rezumat
Ted Dustin, un inventator american, își propune să câștige un premiu de un milion de dolari fiind prima persoană care atinge Luna cu un obiect lansat de pe Pământ. 
El concepe o armă uriașă, cu care trage spre suprafața Lunii. La scurt timp după aceea, Luna ripostează, iar războiul izbucnește între planetă și satelitul său. 
Cu un videofon pe care l-a inventat, Ted începe o comunicare cu Luna. O femeie frumoasă și gărzile ei răspund mai întâi, dar transmisia lor este întreruptă de extratereștri galbeni războinici. În cele din urmă, Ted se îndreaptă spre Lună într-o navă spațială proiectată de acesta și îl întâlnește pe personajul titular, care se dovedește a fi frumoasa femeie din transmisie, precum și o prințesă a unuia dintre cele două grupuri care locuiesc pe Lună.

## Istoricul publicării
- 1929, SUA, Argosy, Data publicării: decembrie 1929, foileton în 4 părți
- 1930, SUA, AC McClurgOCLC 7585374, Data publicării 1930, copertă cartonată, prima publicare ca o carte

## Adaptări
În 1951, Avon Publications⁠(d) a publicat o bandă desenată în Rocket to the Moon, de Walter B. Gibson⁠(d) (scenarist) și Joe Orlando⁠(d) (desene).